# Slalomvärldsmästerskapen i kanotsport 1959
Slalomvärldsmästerskapen i kanotsport 1959 anordnades i Genève, Schweiz. 

## Medaljsummering

### Medaljtabell
| Pl.    | Nation          | Guld | Silver | Brons | Totalt |
| ------ | --------------- | ---- | ------ | ----- | ------ |
| 1      | Östtyskland     | 5    | 5      | 4     | 14     |
| 2      | Tjeckoslovakien | 2    | 3      | 0     | 5      |
| 3      | Västtyskland    | 1    | 0      | 2     | 3      |
| 4      | Storbritannien  | 1    | 0      | 0     | 1      |
| 5      | Schweiz         | 0    | 0      | 2     | 2      |
| Totalt | Totalt          | 9    | 8      | 8     | 25     |

### Herrar
| Gren            | Guld | Poäng | Silver                                                                                                  | Poäng | Brons                                                                                 | Poäng |
| C-1             | Vladimír Jirásek (TCH)                                                                                         | 421   | Manfred Schubert (GDR)                                                                                  | 453   | Karl-Heinz Wozniak (GDR)                                                              | 470   |
| C-1 lag         | Tjeckoslovakien Luděk Beneš Václav Janovský Vladimír Jirásek                                                   | 772   | Östtyskland Karl-Heinz Wozniak Gert Kleinert Manfred Schubert                                           | 872   | Schweiz Roland Bardet Jean-Claude Tochon Marcel Roth                                  | 1078  |
| C-2             | Östtyskland Dieter Friedrich Horst Kleinert                                                                    | 395   | Tjeckoslovakien Václav Havel Josef Hendrych                                                             | 446   | Östtyskland Dieter Göthe Lothar Schubert                                              | 448   |
| C-2 lag         | Östtyskland Dieter Friedrich & Horst Kleinert Dieter Göthe & Lothar Schubert Manfred Glöckner & Rudolf Seifert | 664   | Tjeckoslovakien Miroslav Čihák & Vladimír Lánský Václav Havel & Josef Hendrych Milan Horyna & Milan Kný | 811   | Schweiz Charles Dussuet & Henri Kadrnka Enz & Hiltbrand Jean Pessina & Robert Zürcher | 912   |
| Folding K-1     | Paul Farrant (GBR)                                                                                             | 335   | Eberhard Gläser (GDR)                                                                                   | 344   | Heinz Bielig (GDR)                                                                    | 395   |
| Folding K-1 lag | Östtyskland Eberhard Gläser Heinz Bielig Günther Möbius                                                        | 529   | Tjeckoslovakien Jan Pára Vladimír Cibák Zdeněk Košťál                                                   | 614   | Västtyskland Manfred Vogt Georg Samhuber Werner Vogler                                | 653   |

### Mixed
| Gren | Guld                                    | Poäng | Silver                                     | Poäng | Brons                                        | Poäng |
| C-2  | Östtyskland Rita Behrend Manfred Merkel | 610   | Östtyskland Margitta Troger Günther Merkel | 810   | Östtyskland Ellen Krügel Siegfried Seidemann | 849   |

### Damer
| Gren         | Guld                                                 | Poäng | Silver                | Poäng | Brons                 | Poäng |
| Falt K-1     | Hilde Urbaniak (FRG)                                 | 589   | Anneliese Bauer (GDR) | 597   | Inge Walthemate (FRG) | 627   |
| Falt K-1 lag | Östtyskland Ursula Gläser Eva Setzkorn Elfriede Hugo | 1104  | -                     |       | -                     |       |